# 3B Junior
3B Junior (яп. 3B junior) — подразделение японского агентства по поиску талантов Stardust Promotion, специализирующееся на подготовке идолов.
Было реорганизовано и стало независимым специализирующемся на идолах подразделением с 2014 года. Первоначально же в компании было подготовительной секцией для девушек в возрасте до 18 лет — молодые девушки, с которыми агентство Stardust Promotion подписало контракт, проходили там обучение актёрскому мастерству, танцам и т. п.
Под эгидой 3B Junior были организованы такие популярные теперь девичьи идол-группы, как Momoiro Clover и Shiritsu Ebisu Chugaku.

## Музыкальные группы, основанные 3B Junior

### Активные
- Momoiro Clover Z
Сиори Тамаи, Аяка Сасаки, Момока Ариясу, Рэни Такаги
- Shiritsu Ebisu Chugaku
Рика Маяма, Аяка Ясумото, Айка Хирота, Мирей Хосина, Рина Мацуно, Хитана Касиваги, Кахо Кобаяси, Рико Накаяма
- Team Syachihoko
Хонока Акимото, Тиюри Ито, Харуна Сакамото, Нао Сакура, Юдзуки Огуро
- Tacoyaki Rainbow
Куруми Хори, Сакура Аяки, Саки Киёи, Карэн Нэгиси, Маи Харуна

## Дискография
Записи, изданные под именем 3B Junior.

### Синглы
| Название                                       | Дата выхода   | Чарты |
| Название                                       | Дата выхода   | JP    |
| ---------------------------------------------- | ------------- | ----- |
| «Nanairo no Stardust» (яп. 七色のスターダスト) | 1 января 2014 | 2     |

### Альбомы
| Название                                                 | Дата выхода     | Чарты |
| Название                                                 | Дата выхода     | JP    |
| -------------------------------------------------------- | --------------- | ----- |
| 3-B Jr. Petit Album (яп. 3-B Jr.ぷちアルバム)            | 30 августа 2008 | —     |
| Starda Last Daizenshu (яп. スタダ 3Bjunior ラスト大全集) | 1 января 2014   | 4     |

## Музыкальные видеоклипы
| Год  | Назвыание             | Режиссёр       |
| ---- | --------------------- | -------------- |
| 2014 | «Nanairo no Stardust» | Хидэо Каватани |

## Телепрограммы
- 3B Junior Stardust Shoji (яп. 3B Juniorの星くず商事) (BS Asahi, 24 января 2015 —)

### Инцидент
28 января 2015 года на записи развлекательного телевизионного шоу 3B Junior Startdust Shoji 12-летняя участница 3B Junior (имя девочки не называется), выполняя игровое задание изменить голос с помощью гелия, потеряла сознание и была госпитализирована. Инцидент был обнародован на собранной телекомпанией TV Asahi экстренной пресс-конференции только неделю спустя, 4 февраля. Как было сообщено, девочка до сих пор находится в состоянии комы, хотя и есть признаки улучшения состояния — она водит глазами и шевелит конечностями. Врачи диагностировали у пациентки эмболию сосудов головного мозга. Как выяснилось, газ был промаркирован как только для взрослых, но сотрудники телекомпании не обратили на это внимания. Полиция начала расследования по факту пренебрежения мерами безопасности.